# Teljes várható érték tétele
A teljes várható érték tétele a valószínűségszámításban azt mondja ki, hogy ha {\displaystyle X} {\displaystyle \operatorname {E} (X)} várható értékű valószínűségi változó, és {\displaystyle Y} valószínűségi változó, akkor
{\displaystyle \operatorname {E} (X)=\operatorname {E} (\operatorname {E} (X\mid Y)),}
azaz {\displaystyle X} {\displaystyle Y}-ra vett feltételes várható értéke megegyezik {\displaystyle X} várható értékével.
Speciálisan, ha {\displaystyle {\left\{A_{i}\right\}}_{i}} véges, vagy legfeljebb megszámlálható partíciója a valószínűségi mezőnek, akkor
{\displaystyle \operatorname {E} (X)=\sum _{i}{\operatorname {E} (X\mid A_{i})\operatorname {P} (A_{i})}.}

## Példa
Tegyük fel, hogy két gyár villanykörtéket állít elő! Az {\displaystyle X} gyár termékei átlagosan 5000, az {\displaystyle Y} gyáréi átlagosan 4000 órán át működnek. Az {\displaystyle X} gyár állítja elő az összes villanykörte 60%-át. Mennyi egy villanykörte várható élettartama?
A teljes várható érték tételével:
{\displaystyle \operatorname {E} (L)=\operatorname {E} (L\mid X)\operatorname {P} (X)+\operatorname {E} (L\mid Y)\operatorname {P} (Y)=5000(0,6)+4000(0,4)=4600}
ahol:
- {\displaystyle \operatorname {E} (L)} egy villanykörte várható élettartama
- {\displaystyle \operatorname {P} (X)={6 \over 10}} annak a valószínűsége, hogy az {\displaystyle X} gyárban készült
- {\displaystyle \operatorname {P} (Y)={4 \over 10}} annak a valószínűsége, hogy az {\displaystyle Y} gyárban készült
- {\displaystyle \operatorname {E} (L\mid X)=5000} az {\displaystyle X} gyárban készült villanykörte várható élettartama
- {\displaystyle \operatorname {E} (L\mid Y)=4000} az {\displaystyle Y} gyárban készült villanykörte várható élettartama

Eszerint a villanykörte várható élettartama 4600 óra.

## Bizonyítás

### Diszkrét eset
Állítás: Legyen {\displaystyle X} és {\displaystyle Y} diszkrét valószínűségi változó ugyanazon a valószínűségi mezőn, továbbá létezzen az  {\displaystyle \operatorname {E} [X]} várható érték, {\displaystyle \min(\operatorname {E} [X_{+}],\operatorname {E} [X_{-}])<\infty }. Ha {\displaystyle \{A_{i}\}} az {\displaystyle \Omega } valószínűségi mező partíciója, akkor
{\displaystyle \operatorname {E} (X)=\sum _{i}{\operatorname {E} (X\mid A_{i})\operatorname {P} (A_{i})}.}
Bizonyítás:
{\displaystyle {\begin{aligned}\operatorname {E} \left(\operatorname {E} (X\mid Y)\right)&=\operatorname {E} {\Bigg [}\sum _{x}x\cdot \operatorname {P} (X=x\mid Y){\Bigg ]}\\[6pt]&=\sum _{y}{\Bigg [}\sum _{x}x\cdot \operatorname {P} (X=x\mid Y){\Bigg ]}\cdot \operatorname {P} (Y=y)\\[6pt]&=\sum _{y}\sum _{x}x\cdot \operatorname {P} (X=x,Y=y).\end{aligned}}}
Ha a sor véges, akkor az összegzések felcserélhetők, így
{\displaystyle {\begin{aligned}\sum _{x}\sum _{y}x\cdot \operatorname {P} (X=x,Y=y)&=\sum _{x}x\sum _{y}\operatorname {P} (X=x,Y=y)\\[6pt]&=\sum _{x}x\cdot \operatorname {P} (X=x)\\[6pt]&=\operatorname {E} (X).\end{aligned}}}
Nem véges esetben a sor nem lehet feltételesen konvergens, mivel {\displaystyle \min(\operatorname {E} [X_{+}],\operatorname {E} [X_{-}])<\infty .} Ha  {\displaystyle \operatorname {E} [X_{+}]} és {\displaystyle \operatorname {E} [X_{-}]} véges, akkor a konvergencia abszolút; ha pedig {\displaystyle \operatorname {E} [X_{+}]} vagy {\displaystyle \operatorname {E} [X_{-}]} nem véges, akkor a végtelenhez tart. Mindkét esetben felcserélhető az összegzés az összegre való hatás nélkül.

### Általános eset
Legyen {\displaystyle (\Omega ,{\mathcal {F}},\operatorname {P} )} valószínűségi mező, amin adva vannak az {\displaystyle {\mathcal {G}}_{1}\subseteq {\mathcal {G}}_{2}\subseteq {\mathcal {F}}} σ-algebrák. Ekkor a téren egy {\displaystyle X} valószínűségi változóra, aminek van várható értéke, vagyis
{\displaystyle \min(\operatorname {E} [X_{+}],\operatorname {E} [X_{-}])<\infty }, teljesül, hogy
{\displaystyle \operatorname {E} [\operatorname {E} [X\mid {\mathcal {G}}_{2}]\mid {\mathcal {G}}_{1}]=\operatorname {E} [X\mid {\mathcal {G}}_{1}]\quad {\text{.}}}
Bizonyítás: Mivel a feltételes várható érték Radon–Nikodym-derivált, elegendő ezeket bizonyítani:
- {\displaystyle \operatorname {E} [\operatorname {E} [X\mid {\mathcal {G}}_{2}]\mid {\mathcal {G}}_{1}]{\mbox{ is }}{\mathcal {G}}_{1}}-mérhető
- {\displaystyle \int _{G_{1}}\operatorname {E} [\operatorname {E} [X\mid {\mathcal {G}}_{2}]\mid {\mathcal {G}}_{1}]d\operatorname {P} =\int _{G_{1}}Xd\operatorname {P} ,} minden {\displaystyle G_{1}\in {\mathcal {G}}_{1}} esetén.

Az első állítás a feltételes várható érték definíciójából adódik. A második bizonyításához jegyezzük meg, hogy
{\displaystyle {\begin{aligned}\min \left(\int _{G_{1}}X_{+}\,d\operatorname {P} ,\int _{G_{1}}X_{-}\,d\operatorname {P} \right)&\leq \min \left(\int _{\Omega }X_{+}\,d\operatorname {P} ,\int _{\Omega }X_{-}\,d\operatorname {P} \right)\\[4pt]&=\min(\operatorname {E} [X_{+}],\operatorname {E} [X_{-}])<\infty ,\end{aligned}}}
Így létezik az {\displaystyle \textstyle \int _{G_{1}}X\,d\operatorname {P} } integrál, vagyis nem egyenlő {\displaystyle \infty -\infty }-nel. Ekkor teljesül a második állítás, hiszen
{\displaystyle G_{1}\in {\mathcal {G}}_{1}\subseteq {\mathcal {G}}_{2}} implies
{\displaystyle \int _{G_{1}}\operatorname {E} [\operatorname {E} [X\mid {\mathcal {G}}_{2}]\mid {\mathcal {G}}_{1}]d\operatorname {P} =\int _{G_{1}}\operatorname {E} [X\mid {\mathcal {G}}_{2}]d\operatorname {P} =\int _{G_{1}}Xd\operatorname {P} .}
Következmény: Speciálisan, ha {\displaystyle {\mathcal {G}}_{1}=\{\emptyset ,\Omega \}} és {\displaystyle {\mathcal {G}}_{2}=\sigma (Y)}, akkor
{\displaystyle \operatorname {E} [\operatorname {E} [X\mid Y]]=\operatorname {E} [X].}

### Partíciós formula
{\displaystyle {\begin{aligned}\sum \limits _{i}\operatorname {E} (X\mid A_{i})\operatorname {P} (A_{i})&=\sum \limits _{i}\int \limits _{\Omega }X(\omega )\operatorname {P} (d\omega \mid A_{i})\cdot \operatorname {P} (A_{i})\\&=\sum \limits _{i}\int \limits _{\Omega }X(\omega )\operatorname {P} (d\omega \cap A_{i})\\&=\sum \limits _{i}\int \limits _{\Omega }X(\omega )I_{A_{i}}(\omega )\operatorname {P} (d\omega )\\&=\sum \limits _{i}\operatorname {E} (XI_{A_{i}}),\end{aligned}}}
ahol {\displaystyle I_{A_{i}}} az {\displaystyle A_{i}} halmaz indikátorfüggvénye.
Ha az {\displaystyle {\{A_{i}\}}_{i=0}^{n}} partíció véges, akkor a linearitás miatt az előbbi kifejezés az
{\displaystyle \operatorname {E} \left(\sum \limits _{i=0}^{n}XI_{A_{i}}\right)=\operatorname {E} (X),}
alakot ölti, és készen vagyunk.
Egyébként a dominált konvergencia tételével megmutatható, hogy
{\displaystyle \operatorname {E} \left(\sum \limits _{i=0}^{n}XI_{A_{i}}\right)\to \operatorname {E} (X).}
innen minden {\displaystyle n\geq 0} esetén
{\displaystyle \left|\sum _{i=0}^{n}XI_{A_{i}}\right|\leq |X|I_{\mathop {\cup } \limits _{i=0}^{n}A_{i}}\leq |X|.}
Mivel {\displaystyle \Omega } minden eleme egy, és csak egy {\displaystyle A_{i}} halmazba tartozik, hamar igazolható, hogy {\displaystyle {\left\{\sum _{i=0}^{n}XI_{A_{i}}\right\}}_{n=0}^{\infty }} pontonként konvergál {\displaystyle X}-hez. Az eredeti feltevés szerint {\displaystyle \operatorname {E} |X|<\infty }. Innen a dominált konvergencia tétele nyújtja az eredményt.

## Fordítás
Ez a szócikk részben vagy egészben  a   Law of total expectation című angol Wikipédia-szócikk fordításán alapul.  Az eredeti cikk szerkesztőit annak laptörténete sorolja fel. Ez a jelzés csupán a megfogalmazás eredetét és a szerzői jogokat jelzi, nem szolgál a cikkben szereplő információk forrásmegjelöléseként.